# Abelona harpistylata
Abelona harpistylata is een rechtvleugelig insect uit de familie Gryllacrididae. De wetenschappelijke naam van deze soort is voor het eerst geldig gepubliceerd in 1918 door Rehn.